# Eugalta comis
Eugalta comis är en stekelart som först beskrevs av Tosquinet 1903.  Eugalta comis ingår i släktet Eugalta och familjen brokparasitsteklar. Inga underarter finns listade i Catalogue of Life.